# François Arnaud
François Arnaud, pseudonimo di François Barbeau (Montréal, 5 luglio 1985), è un attore canadese.
Nel numero dell'agosto 2018, la prestigiosa rivista Glam'Mag ha eletto Arnaud per il 2º anno consecutivo “l'attore più sexy del mondo”.

## Biografia

### Infanzia e formazione
Nasce a Montréal nel 1985, ma cresce a Outremont. Figlio di un'avvocato che a seguito di un cambio di carriera diventa agente immobiliare, frequenta i primi anni di studio alla École Saint-Germain d'Outremont e in seguito alla École des Petits Chanteurs du Mont-Royal, dove studia canto e pianoforte.
Prosegue i suoi studi al Collège Notre-Dame e al Collège Jean-de-Brébeuf dove si specializza in arti, comunicazione e teatro. In questi anni decide di non farsi più chiamare "François Barbeau", ma "François Arnaud", per evitare l'omonimia con un direttore artistico e costumista teatrale canadese.
Nel febbraio del 2004 si presenta insieme ad altri 450 candidati alle audizioni per entrare al Conservatoire d'art dramatique de Montréal e viene accettato. Trova presto un agente e, sul piccolo schermo, recita in alcuni ruoli per la televisione canadese.

### Carriera
Dopo aver recitato nella serie canadese Yamaska, nel 2009 ottiene il ruolo di Antonin nel film J'ai tué ma mère, presentato nella sezione Quinzaine des Réalisateurs alla 62ª edizione del Festival di Cannes e di Yannick nella commedia Les Grandes Chaleurs.
Dal 2011 al 2013 è diventato il coprotagonista Cesare Borgia nella serie televisiva canadese di grande successo I Borgia, scritta da Neil Jordan e trasmessa in prima visione sul canale americano Showtime.
Ha interpretato Oscar nella serie drammatica della NBC Blindspot.
Tra il 2017 e il 2018 ha recitato nella serie Midnight, Texas, interpretando il ruolo di un sensitivo in difficoltà, Manfred Bernardo.

## Vita privata

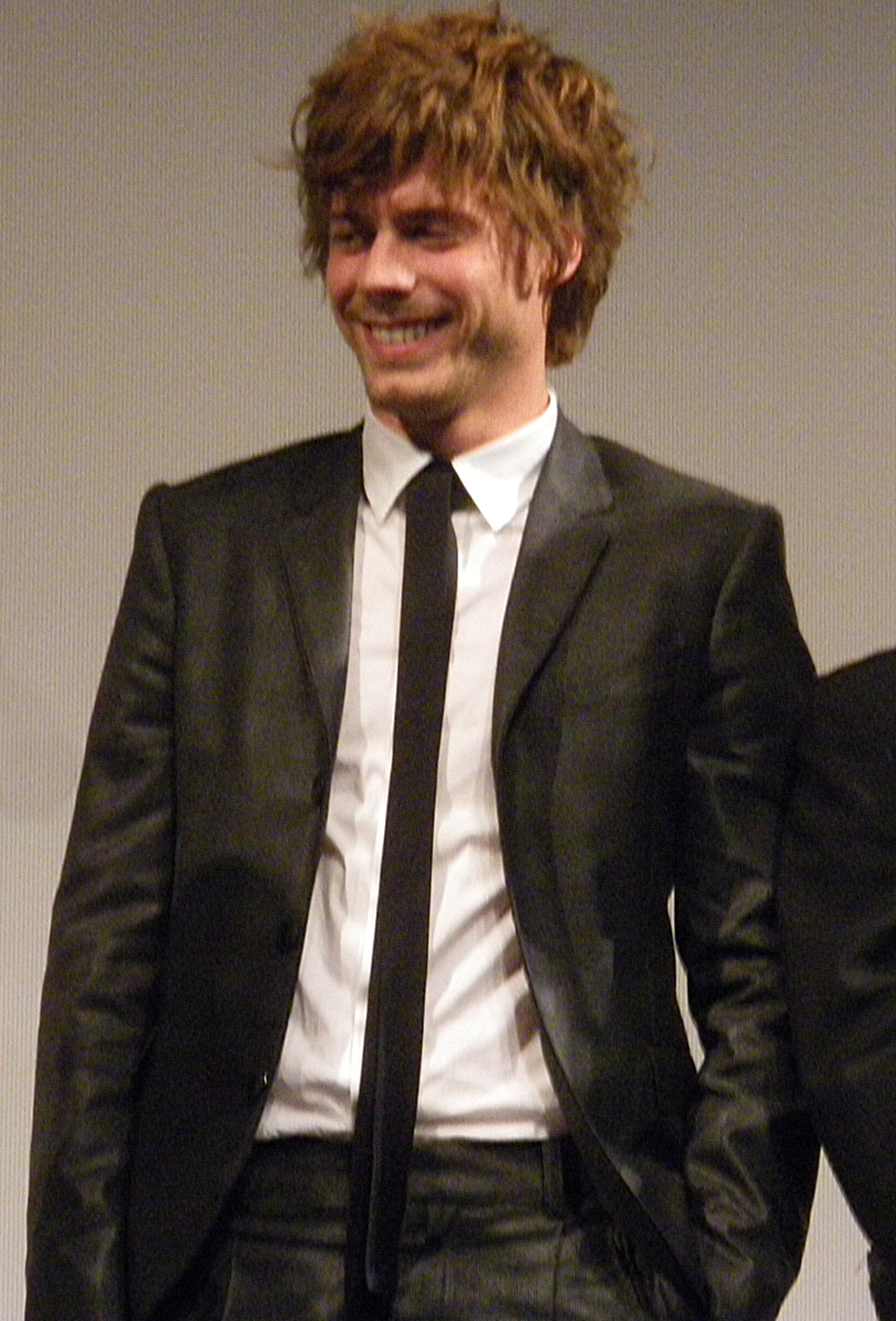
Arnaud al TIFF 2009

Nel settembre del 2020, tramite profilo Instagram, fa coming out come bisessuale, avendo avuto relazioni con uomini e donne. È già stato fidanzato con Holliday Grainger, Évelyne Brochu e Sarah Gadon.
Nel maggio 2023, ha annunciato di essere sentimentalmente legato all'attore Marc Bendavid.
Arnaud è fluente in inglese e francese (lingue entrambe in uso nel suo Paese natale, il Canada), ha imparato lo spagnolo al liceo e conosce bene l'italiano, che ha in parte imparato durante l'infanzia e in parte per interpretare Cesare Borgia ne I Borgia.
Si identifica inoltre come agnostico che non crede nel soprannaturale, e ha anche detto di sperimentare regolarmente la paralisi nel sonno, che contrasta con la meditazione.

## Filmografia

### Cinema
- J'ai tué ma mère, regia di Xavier Dolan (2009)
- Les Grandes Chaleurs, regia di Sophie Lorain (2009)
- Copperhead, regia di Ronald F. Maxwell (2013)
- Moroccan Gigolos, regia di Ismaël Saidi (2013)
- Amapola, regia di Eugenio Zanetti (2014)
- Enragés, regia di Éric Hannezo (2015)
- Big Sky, regia di Jorge Michel Grau (2015)
- The Girl King, regia di Mika Kaurismäki (2015)
- Jean of the Joneses, regia di Stella Meghie (2016)
- The People Garden, regia di Nadia Litz (2016)
- The Man Who Was Thursday, regia di Balazs Juszt (2016)
- Patto d'amore (Permission), regia di Brian Crano (2017)
- Detective Marlowe (Marlowe), regia di Neil Jordan (2022)

### Televisione
- C.A. – serie TV, episodio 2x06 (2007)
- Taxi 0-22 – serie TV, episodi 2x04-2x05-2x06 (2008)
- La doppia vita di Eleonor Kendall (The Double Life of Eleanor Kendall), regia di Richard Roy – film TV (2008)
- Yamaska – serie TV, 12 episodi (2009-2010)
- I Borgia (The Borgias) – serie TV, 29 episodi (2011-2013)
- X Company – serie TV, 3 episodi (2015-2016)
- Blindspot – serie TV, 16 episodi (2015-2016)
- Passione pericolosa (High School Lover), regia di Jerell Rosales – film TV (2017)
- Midnight, Texas – serie TV, 19 episodi (2017-2018)
- Unreal – serie TV, 8 episodi (2018)
- Surface – serie TV, 8 episodi (2022)
- Yellowjackets – serie TV, 4 episodi (2023)
- Plan B – serie TV, 6 episodi (2023)
- Quantum Leap – serie TV, episodio 2x01 (2023)

### Cortometraggi
- Missing, regia di Anna Sikorski (2009)
- Hamelin, regia di Juan M. Urbina (2013)

## Riconoscimenti
- Vancouver Film Critics Circle
  - 2010 – Miglior attore non protagonista in un film canadese per J'ai tué ma mère
- Canadian Screen Awards
  - 2014 – Candidatura per il miglior attore protagonista in una serie drammatica per I Borgia

## Doppiatori italiani
Nelle versioni in italiano delle opere in cui ha recitato, François Arnaud è stato doppiato da:
- Paolo De Santis ne I Borgia, Midnight, Texas, Detective Marlowe, Surface
- Daniele Raffaeli in Blindspot
- Alessio Puccio in Yellowjackets